# کارگینو
کارگینو (انگلیسی: Kargino) یک شهرک در شهرستان میشکینسکی استان باشقیرستان کشور روسیه است.